# Associazione Calcio Lecco 1955-1956
Questa voce raccoglie le informazioni riguardanti l'Associazione Calcio Lecco nelle competizioni ufficiali della stagione 1955-1956.

## Stagione
Nella stagione 1955-1956 il Lecco ha disputato il campionato nazionale di Serie C, un torneo a 18 squadre che prevedeva due promozioni e quattro retrocessioni, con 39 punti in classifica ha ottenuto la quarta posizione, sono salite in Serie B la Sambenedettese ed il Venezia che hanno vinto con 44 punti il torneo, sono retrocesse il Piombino, l'Empoli, il Colleferro ed il Piacenza che è stato retrocesso d'ufficio su delibera della Lega Nazionale, a causa di un illecito sportivo.
Il presidente Mario Ceppi conferma Arrigo Morselli a dirigere dalla panchina il Lecco per questa stagione. In attacco arrivano Clemente Gotti e Gino Raffin autori in stagione rispettivamente di 11 e 10 reti, metà del bottino totale della squadra. Il Lecco di Morselli disputa una stagione positiva, sempre a ridosso delle squadre in lotta per la promozione, la Sambenedettese, il Venezia e la sorpresa Carbosarda. Al "Rigamonti" passa solo la Cremonese, mentre soffrono le tre regine del torneo. In trasferta i bluceleste violano i campi di Sanremo, Colleferro e Treviso. Nell'ultima di campionato, a verdetti acquisiti il Lecco gioca a Piacenza, il primo tempo si chiude (6-1) per gli emiliani, la ripresa (3-3) per un totale di (9-4), un risultato al quale rarissimamente accade di assistere.

## Rosa
| N. |                   | Ruolo | Calciatore        |
| -- | ----------------- | ----- | ----------------- |
|    | Italia (bandiera) | C     | Carlo Benaglio    |
|    | Italia (bandiera) | A     | Francesco Cergoli |
|    | Italia (bandiera) | A     | Davide Colombo    |
|    | Italia (bandiera) | A     | Umberto Corradi   |
|    | Italia (bandiera) | C     | Francesco Duzioni |
|    | Italia (bandiera) | C     | Piero Fioroni     |
|    | Italia (bandiera) | D     | Giancarlo Galli   |
|    | Italia (bandiera) | A     | Gustavo Gnecchi   |
|    | Italia (bandiera) | C     | Clemente Gotti    |
|    | Italia (bandiera) | P     | Osvaldo Maffeis   |

| N. |                   | Ruolo | Calciatore          |
| -- | ----------------- | ----- | ------------------- |
|    | Italia (bandiera) | C     | Giovanni Martorelli |
|    | Italia (bandiera) | A     | Giancarlo Mazza     |
|    | Italia (bandiera) | D     | Luigi Norbiato      |
|    | Italia (bandiera) | A     | Nicola Novali       |
|    | Italia (bandiera) | C     | Giuseppe Pomati     |
|    | Italia (bandiera) | A     | Gino Raffin         |
|    | Italia (bandiera) | D     | Enrico Tantardini   |
|    | Italia (bandiera) | A     | Virginio Ubiali     |
|    | Italia (bandiera) | C     | Massimo Vicari      |
|    | Italia (bandiera) | P     | Giuseppe Zibetti    |

## Risultati

### Girone di andata
| Arbitro: | Clemente (Roma) |

|                                               |           |            |
| Taddei 26’, 37’ Riccomini 41’ Castiglioni 81’ | Marcatori | 17’ Vicari |

| Lecco 25 settembre 1955 2ª giornata | Lecco              | 0 – 0 | Treviso | Stadio Mario Rigamonti\| Arbitro: \| Angelini (Firenze) \| |
| Arbitro:                            | Angelini (Firenze) |       |         |                                                            |

| Prato 2 ottobre 1955 3ª giornata | Prato           | 0 – 0 | Lecco | Stadio Lungobisenzio\| Arbitro: \| Annoscia (Bari) \| |
| Arbitro:                         | Annoscia (Bari) |       |       |                                                       |

| Arbitro: | Campagna (Palermo) |

|                 |           |  |
| Vicari 64’, 80’ | Marcatori |  |

| Arbitro: | Ubezio (Novara) |

|                                |           |  |
| Scroccaro 50’, 90’ Bozzato 56’ | Marcatori |  |

| Arbitro: | Gambarotta (Genova) |

|             |           |  |
| Gnecchi 50’ | Marcatori |  |

| Arbitro: | Basciu (Genova) |

|                    |           |                     |
| Corti 9’, 28’, 47’ | Marcatori | 72’ (aut.) Lionetti |

| Arbitro: | Caputo (Napoli) |

|              |           |  |
| Zucchini 54’ | Marcatori |  |

| Arbitro: | Angelini (Firenze) |

|            |           |  |
| Colombo 2’ | Marcatori |  |

| Arbitro: | Caputo (Napoli) |

|         |           |            |
| Pin 46’ | Marcatori | 63’ Raffin |

| Arbitro: | De Marchi (Pordenone) |

|           |           |                     |
| Gotti 82’ | Marcatori | 5’, 22’ Castellazzi |

| Arbitro: | Baldassarre (Udine) |

|             |           |                               |
| Mantero 85’ | Marcatori | 30’ Raffin 77’ (rig.) Cergoli |

| Arbitro: | Gambarotta (Genova) |

|             |           |             |
| Cergoli 44’ | Marcatori | 64’ Moretti |

| Arbitro: | Basciu (Genova) |

|                      |           |           |
| Martorelli 2’ (aut.) | Marcatori | 53’ Gotti |

| Arbitro: | De Gregorio (Legnano) |

|                       |           |  |
| Novali 63’ Raffin 71’ | Marcatori |  |

| Arbitro: | Gambarotta (Genova) |

|            |           |          |
| Bodini 20’ | Marcatori | 3’ Gotti |

| Arbitro: | Basciu (Genova) |

|                            |           |  |
| Raffin 36’, 79’ Novali 70’ | Marcatori |  |

### Girone di ritorno
| Arbitro: | Genel (Trieste) |

|            |           |            |
| Raffin 13’ | Marcatori | 3’ Lazzeri |

| Arbitro: | Fornari (Bologna) |

|  |           |            |
|  | Marcatori | 17’ Raffin |

| Arbitro: | Morini (Reggio Emilia) |

|                |           |               |
| Raffin 3’, 43’ | Marcatori | 16’ Bolognesi |

| Molfetta 4 marzo 1956 21ª giornata | Molfetta        | 0 – 0 | Lecco | Stadio Paolo Poli\| Arbitro: \| Pisanu (Verona) \| |
| Arbitro:                           | Pisanu (Verona) |       |       |                                                    |

| Arbitro: | Angelini (Firenze) |

|             |           |  |
| Corradi 44’ | Marcatori |  |

| Arbitro: | Baldassarre (Udine) |

|             |           |                      |
| Caslini 59’ | Marcatori | 53’ Novali 58’ Gotti |

| Arbitro: | Morini (Reggio Emilia) |

|            |           |             |
| Ubiali 62’ | Marcatori | 27’ Ariagno |

| Arbitro: | Baldassarre (Udine) |

|                      |           |              |
| Ubiali 21’ Gotti 51’ | Marcatori | 24’ Zucchini |

| Arbitro: | Gambarotta (Genova) |

|                      |           |  |
| Callegari 86’ (rig.) | Marcatori |  |

| Lecco 15 aprile 1956 27ª giornata | Lecco        | 0 – 0 | Carbosarda | Stadio Mario Rigamonti\| Arbitro: \| Adami (Roma) \| |
| Arbitro:                          | Adami (Roma) |       |            |                                                      |

| Arbitro: | Rebuffo (Milano) |

|                                    |           |                       |
| Magnavacca 7’ Castellazzi 47’, 55’ | Marcatori | 18’ Duzioni 53’ Gotti |

| Arbitro: | Genel (Trieste) |

|                      |           |            |
| Gotti 39’ Ubiali 73’ | Marcatori | 88’ Piatto |

| Arbitro: | De Marchi (Pordenone) |

|                                  |           |                      |
| Di Fraia 30’, 70’ Travaglini 43’ | Marcatori | 12’ Vicari 90’ Gotti |

| Arbitro: | Cataldo (Reggio Calabria) |

|                      |           |              |
| Gotti 24’ Raffin 35’ | Marcatori | 57’ Pierozzi |

| Vigevano 27 maggio 1956 32ª giornata | Vigevano             | 0 – 0 | Lecco | Stadio Dante Merlo\| Arbitro: \| Carbonelli (Brescia) \| |
| Arbitro:                             | Carbonelli (Brescia) |       |       |                                                          |

| Arbitro: | Ferrari (Milano) |

|                                        |           |                 |
| Martorelli 17’, 84’ Mariani 60’ (aut.) | Marcatori | 44’, 65’ Muzzio |

| Arbitro: | Rigato (Mestre) |

|                                                                    |           |                                             |
| Bean 6’, 13’, 15’ Bernini 8’ Bean 30’, 40’, 53’, 69’ Gaggiotti 63’ | Marcatori | 19’, 57’ (rig.) Gotti 64’ Ubiali 84’ Novali |